# Milky Chance
Milky Chance er en tysk folk-gruppe fra Kassel. Den består af forsanger og guitarist Clemens Rehbein, bassist og percussionist Philipp Dausch og guitarist Antonio Greger.
Deres første single, "Stolen Dance", blev udgivet i april 2013 og toppede hitlisterne i flere lande. De vandt også 1Live Krone radio awards for Best Single.
Deres debutalbum Sadnecessary blev udgivet i oktober 2013 med bl.a. singlen "Down by the River". Albummet toppede som nummer 14 på den tyske albumhitliste, og i 2014 udnævnte Spin deres album til Album of the Week. Spin beskrev singlen "Stolen Dance" som en "roligt rullende crossover-jam". Bandet havde deres debut på fjernsyn i Jimmy Kimmel Live! i oktober 2014, og de vandt også European Border Breakers Award i denne måned. De påbegyndte en turne i Nordamerika i slutningen af 2014, hvor de optrådte på steder som House of Blues og festivaler som Coachella Valley Music and Arts Festival.

## Diskografi
- Sadnecessary (2013)
- Blossom (2017)
- Mind the Moon (2019)[4]
- "Don't Let Me Down" (2020), single with Jack Johnson